# Amor fati
Pour l'album de Bertrand Cantat, voir Amor fati (album).

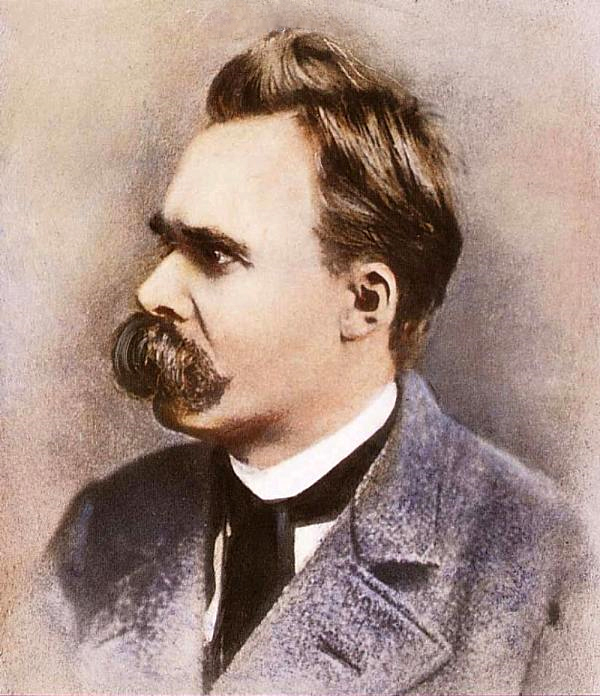
Portrait de Friedrich Nietzsche.

Amor fati est une locution latine qui fut introduite par le philosophe allemand Friedrich Nietzsche au XIXe siècle (et non par le stoïcien romain Marc Aurèle, comme on le dit parfois). Amor fati signifie « l'amour du destin » ou « l'amour de la destinée », ou plus communément le fait « d'accepter son destin ».

## Concept
Cette section ne s'appuie pas, ou pas assez, sur des sources secondaires ou tertiaires indépendantes du sujet. Le texte peut contenir des analyses inexactes ou inédites de sources primaires.
Pour l'améliorer, ajoutez-en, ou placez des modèles {{Source secondaire souhaitée}} ou {{Source secondaire nécessaire}} sur les passages mal sourcés. (mai 2024)
Il se trouve exprimé en particulier dans Le Gai Savoir (1882), dans la Quatrième partie « Saint Janvier », Gênes, janvier 1882, au § 276 : 

« Pour la nouvelle année.
— Je vis encore, je pense encore : il faut encore que je vive, car il faut encore que je pense. Sum, ergo cogito : cogito, ergo sum. Aujourd’hui je permets à tout le monde d’exprimer son désir et sa pensée la plus chère : et, moi aussi, je vais dire ce qu’aujourd’hui je souhaite de moi-même et quelle est la pensée que, cette année, j’ai prise à cœur la première — quelle est la pensée qui devra être dorénavant pour moi la raison, la garantie et la douceur de vivre ! Je veux apprendre toujours davantage à considérer comme la beauté ce qu’il y a de nécessaire dans les choses : c’est ainsi que je serai de ceux qui rendent belles les choses. Amor fati : que cela soit dorénavant mon amour. Je ne veux pas entrer en guerre contre la laideur. Je ne veux pas accuser, je ne veux même pas accuser les accusateurs. Détourner mon regard, que ce soit là ma seule négation ! Et, somme toute, pour voir grand : je veux, quelle que soit la circonstance, n’être une fois qu’affirmateur ! »

L’amor fati est souvent assimilé au fatalisme, mais c'est un contresens. L’amor fati doit plutôt être considéré comme un amour du devenir et du chaos que constitue parfois la réalité. Cet amour n’est pas une résignation passive face à ce qui arrive, ce n’est pas une obéissance servile aux évènements.
Certes, l’amor fati a pour conséquence d'accepter son destin, d'accepter cette fatalité qui nous dépasse et dont nous faisons partie nous aussi, nous qui sommes « un pan de fatalité ».
Mais le fait que Nietzsche souligne, de façon assez stoïcienne, cette prééminence du destin et de la fatalité n’est pas un argument suffisant pour réduire l’interprétation de l’amor fati à un simple fatalisme. En quoi l’amor fati dépasse-t-il le fatalisme ?
Premièrement, l’interprétation du réel comme amor fati permet précisément aux yeux de Nietzsche de libérer l’homme d’une certaine fatalité, celle de la morale et de sa condamnation. Au contraire de la morale platonico-chrétienne qui, en insistant sur le rôle d’une libre volonté et de la centralité du choix, vise sournoisement, selon Nietzsche, à culpabiliser l’homme pour le rendre obéissant, l’amor fati s’inscrit dans une tentative de déculpabilisation de l’homme : « Nul n’est responsable d’exister de manière générale, d’être comme ceci ou cela ». Nietzsche tente ici de renouer avec la vision grecque du tragique, telle qu’il la perçoit chez Eschyle et Sophocle, ainsi que chez les philosophes présocratiques : une vision où les notions de faute et de péché n’existaient pas.
Deuxièmement, une compréhension commune du fatalisme le rapproche d’un sentiment de dépassement face au réel qui, de toute façon, suit ses propres règles sans nous demander notre avis. L’homme gagné par la fatalité du monde serait celui qui se demande sans cesse « À quoi bon ? », puisqu’il semble que le monde vive aussi bien sans lui et qu’il ne puisse pas le modifier concrètement. Or ce fatalisme-là est explicitement condamné par Nietzsche qui le désigne sous le concept de « nihilisme ». Le « À quoi bon ? » est pour Nietzsche un symptôme de décadence, une parole d’homme malade dont la volonté de puissance est déclinante. Au contraire, l’amor fati est l’interprétation de l’homme affirmateur, suffisamment affirmateur pour englober le réel tout entier, avec toute la part d’horreur et de chaos qu’il comprend, voire pour le dépasser.
Ce dépassement est un point souvent oublié de l’amor fati : contrairement à ce que l’on pense souvent, l’interprétation de l’amor fati est parfaitement compatible avec l’idée de changer le monde. Tout dépend de ce que l’on entend par changement. Aimer le réel pleinement, selon Nietzsche, c’est certes renoncer à le placer sous le joug d’un quelconque « arrière-monde » (religion, morale, philosophie idéaliste) qui n’existe que comme vecteur de valeurs négatrices, haineuses, face à la réalité, cette réalité unique qui est la nôtre.
Mais changer le monde ne signifie pas forcément chercher à le soumettre à un arrière-monde, ce peut être-aussi chercher à l’affirmer toujours plus, chercher à créer des valeurs toujours plus affirmatrices. Affirmer le monde ne revient donc pas à le conserver simplement tel qu’il est ou, pire, à chercher à ce que rien ne change jamais en lui. Être un homme « affirmateur », « un de ceux qui embellissent les choses », ce n'est pas s’extasier devant un réel fatalement immuable ou chercher à tout prix à trouver de bons côtés à un monde atroce, sans jamais le changer concrètement. Au contraire, de nouvelles valeurs signifient chez Nietzsche de nouvelles configurations des rapports pulsionnels modelant la réalité, donc une nouvelle réalité. Si l’on suit l’hypothèse de la volonté de puissance selon laquelle le réel n’est qu’un tissu interprétatif de pulsions, on comprend qu’aimer le réel, c’est précisément l’aimer au point de chercher à réaliser la configuration pulsionnelle la plus affirmatrice possible.
L’amor fati est la conviction profondément ancrée en soi que le devenir et le chaos sont bénéfiques parce qu’ils nous permettent d’exprimer notre puissance, afin de nous épanouir.
Ce concept s'illustre par cette citation de Nietzsche : « Tout ce qui ne me tue pas me rend plus fort. » (Crépuscule des idoles, 1888) En effet tout événement qui survient, même le plus atroce, est l’occasion de se dépasser, de devenir plus fort et donc de se sentir plus vivant et plus affirmatif. C’est pourquoi la souffrance en elle-même n’est pas rejetée par Nietzsche : elle fait partie de la réalité et elle est à la fois inéluctable et nécessaire. Il est donc vain et inutile de chercher à la supprimer, mieux vaut chercher à la maîtriser, car cette maîtrise aboutit à la création, étape nécessaire dans l'accomplissement de l'être menant à la figure du surhomme.
Ainsi l’amor fati permet de comprendre que toute la réalité est bonne. Par conséquent, alors que tout le malheur de l’homme est de se sentir étranger sur cette terre, l’amor fati lui permet de se réconcilier avec la réalité. Il permet d’affirmer un idéal, « celui de l’homme le plus généreux, le plus vivant et le plus affirmateur, qui ne se contente pas d’admettre et d’apprendre à supporter la réalité telle qu’elle fut et telle qu’elle est, mais qui veut la revoir telle qu’elle fut et telle qu’elle est, pour toute l’éternité, qui crie insatiablement da capo, en s’adressant non pas à lui, mais à la pièce et au spectacle tout entier, et non pas seulement à un spectacle, mais au fond à celui qui a besoin de ce spectacle et le rend nécessaire ; parce qu’il ne cesse d’avoir besoin de soi et de se rendre nécessaire » (Par-delà bien et mal, 1886, §56).